# Марш на Рим
Марш на Рим (італ. Marcia su Roma) — організована збройна масова демонстрація в жовтні 1922 року, в результаті якої Національна фашистська партія Беніто Муссоліні (Partito Nazionale Fascista, або PNF) прийшла до влади в Королівстві Італія (Regno d'Italia). Наприкінці жовтня 1922 року лідери фашистської партії запланували повстання, яке відбудеться 28 жовтня. Коли фашистські війська увійшли до Риму, прем'єр-міністр Луїджі Факта побажав оголосити стан облоги, але це було відхилено королем Віктором Емануїлом III. Наступного дня, 29 жовтня 1922 року, король призначив Муссоліні прем'єр-міністром, тим самим передавши політичну владу фашистам без збройного конфлікту.

## Передумови
В березні 1919 року Беніто Муссоліні заснував Італійський союз боротьби (Fasci Italiani di Combattimento). В 1921 він здобув свої перші місця в італійському парламенті. Разом із тим ішло формування сквадрів — бойових загонів італійських фашистів. У листопаді 1921 року була заснована Національна фашистська партія.

## Марш

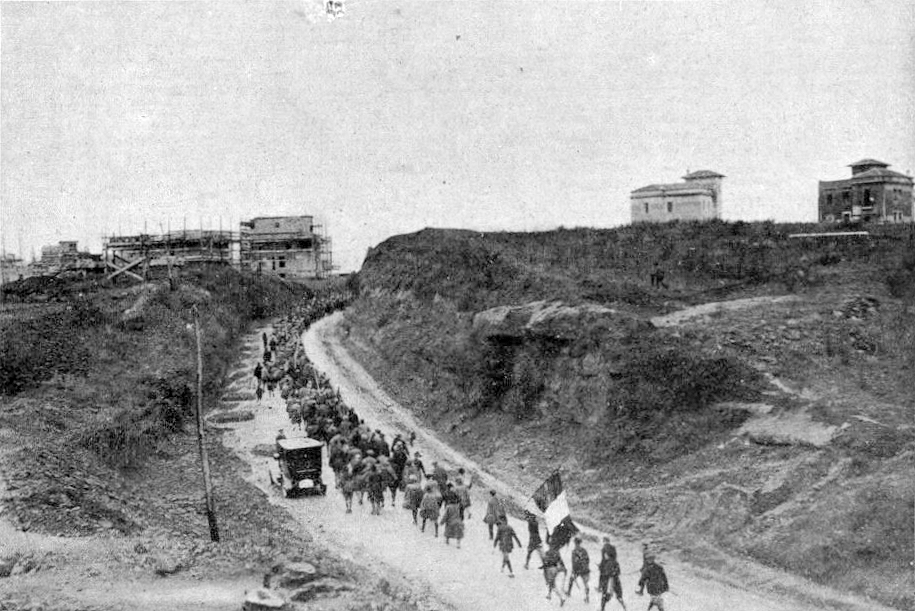
Фашисти подорожують до Риму.

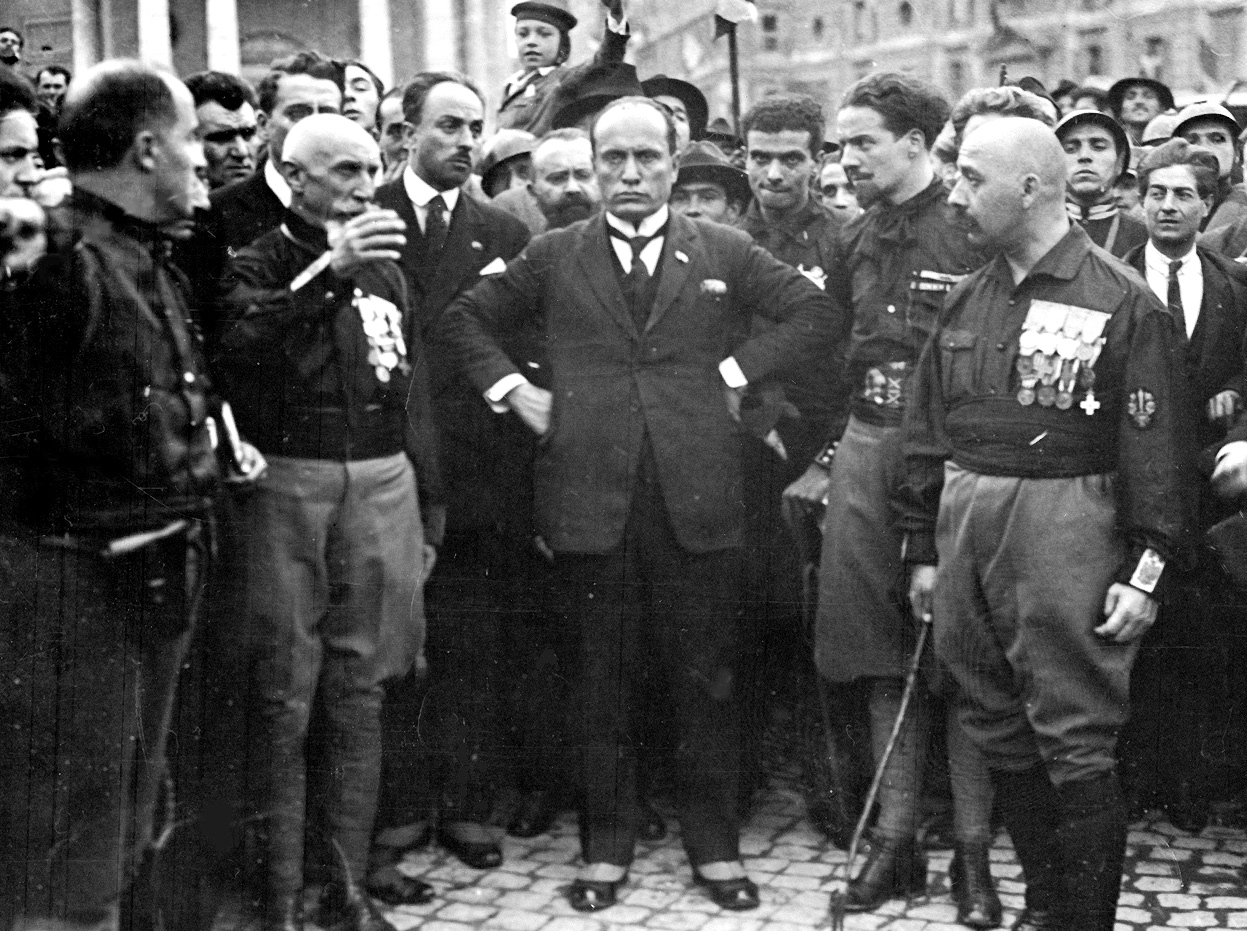
Еміліо Де Боно, Беніто Муссоліні, Італо Бальбо та Чезаре Марія де Веккі.

24 жовтня 1922 року Муссоліні виголосив промову на Конгресі Фашистів в Неаполі. Зокрема, було сказано і таке: «Наша програма дуже проста. Ми хочемо керувати Італією». Разом із тим, сквадри почали займати ключові позиції в долині річки По.
27 жовтня Муссоліні заявив про початок Маршу. Тоді ж прем'єр-міністр Італії Луїджі Факта підготував наказ про введення надзвичайного стану. Проте король Віктор Емануїл III його не підписав. Крім того, наступного дня він провів перемовини з Муссоліні й запропонував йому посаду прем'єр-міністра. 29 жовтня сквадри увійшли до Риму. 
Ще в 1922 році, після походу на Рим, Муссоліні вдавав, що бажає зайняти посаду молодшого міністерства в кабінеті Джолітті чи Саландра, але потім зажадав очолити Раду міністрів. Побоюючись конфлікту з фашистами, керівний клас передав владу Муссоліні, який продовжив встановлення диктатури після вбивства 10 червня 1924 року Джакомо Маттеотті, який закінчив писати «Фашисти викриті: рік фашистського панування», страченого Амеріго Думіні, звинуваченого в тому, що він є лідером «Італійської Чека», хоча доказів існування такої організації немає.